# Llista de sistemes operatius d'Apple
La següent és una llista de sistemes operatius llançats per Apple.

## Ordinadors Apple
- Apple DOS és el primer sistemes operatius de Apple II[1]
  - Apple ProDOS
- Apple III

## Apple Macintosh
- Mac OS clàssic
  - versió 1 - 9
- macOS
  - versió 10.0 - 10.14
  - Estil de nomenclatura gat = "Cheetah" "Puma" "Jaguar" "Panther" "Tiger" "Leopard" "Snow Leopard" "Lion" "Mountain Lion" nou versions
  - Mavericks[2] = 10.9

## Altres
- Newton OS
- Prototip Acorn OS[3] sembla iPod

- iOS
  - iPhone OS 1 - 3
  - iOS 4 - 12
- watchOS
- tvOS
- audioOS